# Johann Gottlieb Berlinicke
Johann Gottlieb Berlinicke (* 5. Dezember 1805 in Tempelhof, Kreis Teltow; † 4. Februar 1880 in Tempelhof, Kreis Teltow) war ein deutscher Bauerngutsbesitzer und Gemeindevorsteher (Kommunalpolitiker).

## Leben und Wirken
Johann Gottlieb Berlinicke war Kirchen- und Schulvorstand und von 1859 bis 1864 ehrenamtlich Gemeindevorsteher der Landgemeinde Tempelhof und hat sich große Verdienste um die Entwicklung der Gemeinde erworben, die damals zum Kreis Teltow gehörte.
Mit ihrem 5-Hufen-Hof an der Dorfstraße 25 (heute: Alt-Tempelhof 14–16) waren die Berlinickes eine der wohlhabendsten und angesehensten Familien im Dorf Tempelhof.
Sein Schwiegersohn war der Tempelhofer Amtsbaumeister Paul Opitz (1849–1904), der das kunsthistorisch bemerkenswerte Grabmal der Familie Berlinicke auf dem Kirchhof an der Dorfkirche Tempelhof errichtete.

## Nach ihm benannt
Ihm zu Ehren wurde am 15. Dezember 1892 der Berlinickeplatz benannt.

## Galerie

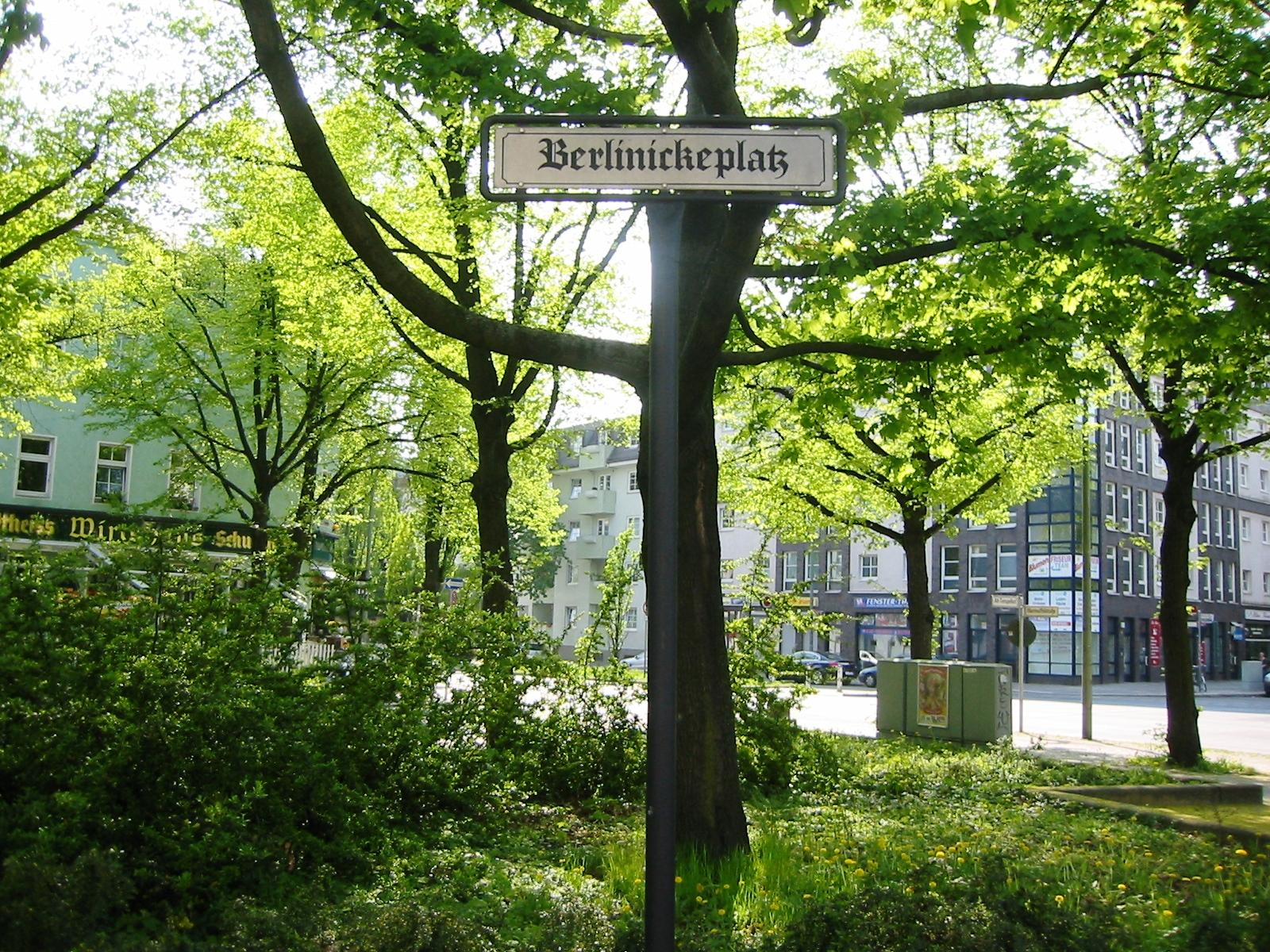
Berlinickeplatz in Berlin-Tempelhof
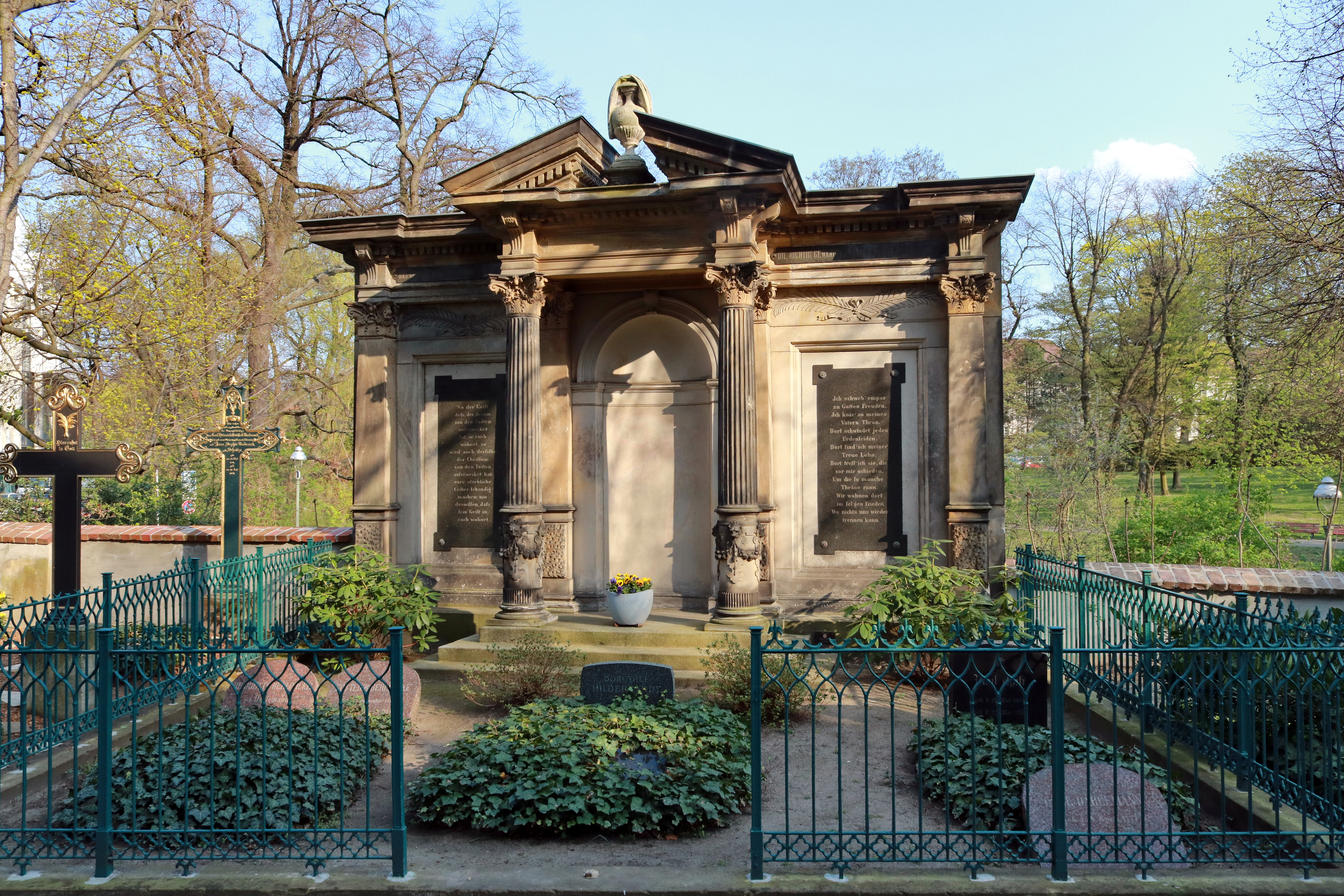
Grabmal der Familie Berlinicke auf dem Kirchhof an der Dorfkirche Tempelhof